# Томмазо да Модена

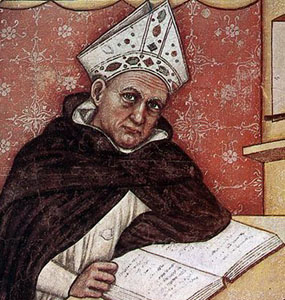
Фреска работы Томмазо да Модены с изображением Альберта Великого. Церковь Сан-Никколо. Тревизо. Ок. 1326

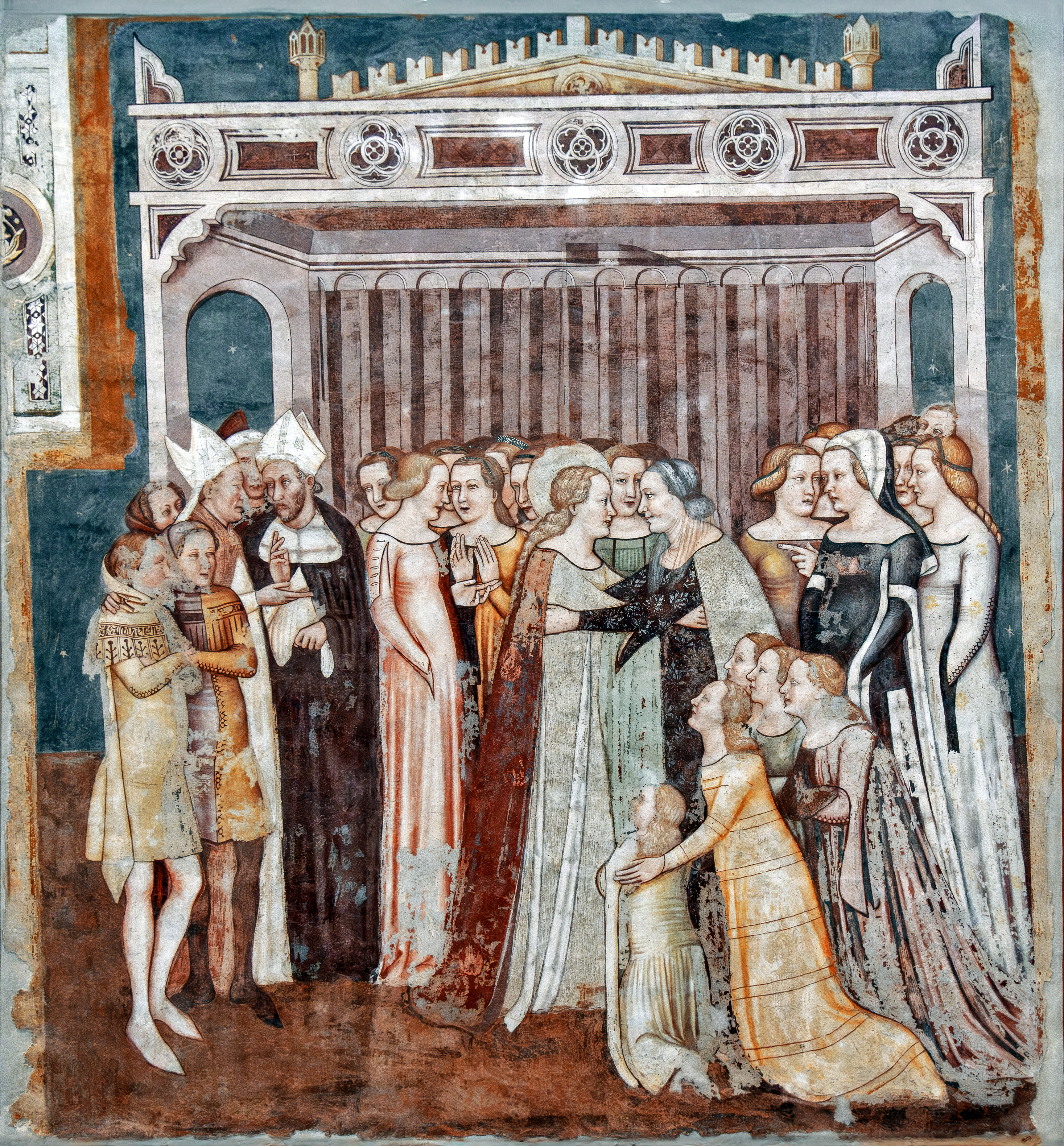
Св. Урсула. Фреска

Томмазо да Модена (итал. Tommaso da Modena; ок. 1325, Модена — 1379) — итальянский художник эпохи раннего Возрождения.
Получил в Модене художественное образование как мастер иллюминированных рукописей. Фрески и картины, вышедшие из-под кисти Томмазо да Модены, указывают на влияние сиенской школы живописи (Симоне Мартини). Долгие годы работал в Тревизо. По заказу императора Священной Римской империи Карла IV декорировал императорский замок-резиденцию Карлштейн в Чехии (картина «Мадонна между Св. Венцелем и Пальмациусом», диптихон «Мадонна и аллегория Боли», ок. 1355 г., Карлштейн).
Творчество Томмазо да Модены принадлежит к той ступени развития итальянской живописи, которая уже содержит отдельные образующие элементы живописи позднего Ренессанса, а именно регуляция соотношения света и тьмы в форме естественного освещения на полотне и изученное посредством этюдов на природе повторение возникающей в изображении перспективы («Легенда об Урсуле», Пинакотека, Тревизо).